# Natalie Rooney
Natalie Rooney (Timaru, 1 de junho de 1988) é uma atiradora olímpica neozelandesa, medalhista olímpica.

## Carreira
Natalie Rooney representou a Nova Zelândia nas Olimpíadas de 2016, conquistou a medalha de prata na fossa olímpica, perdendo a disputa do ouro para a australiana Catherine Skinner.